# 김기남 (기업인)
김기남(金奇南, 1958년 4월 14일~)은 대한민국의 기업인이다
삼성전자 종합기술원 회장을 맡고 있으며, 한국디스플레이산업협회 회장 및 삼성디스플레이 대표이사 사장, 한국인쇄전자산업협회 회장, 3D융합산업협회 회장, 삼성전자 DS부문 반도체연구소 소장 등을 지냈다.

## 수상 내역
- 2000년: 산업자원부 장관상
- 2003년: IR52 장영실상
- 2005년: 금탄산업훈장
- 2019년: 대한민국 최고과학기술인상
- 2022년: 한국의 경영자상

1. ↑  오세정 (2021년 12월 7일). “[프로필] '셀러리맨 신화' 김기남, 회장 승진···'뉴삼성 브레인' 진두지휘”. 서울파이낸스.